# Dolní Bezděkov (okres Kladno)
Dolní Bezděkov (officieel: Dolní Bezděkov u Kladna - Duits: Unter Besdiekau of Unterbesdiekau) is een Tsjechische plaats in de gemeente Bratronice in de regio Midden-Bohemen en maakt deel uit van het district Kladno. Het dorp ligt op 2,5 km afstand van Bratronice. De Loděnicerivier stroomt langs de westkant van het dorp.
Dolní Bezděkov telt 129 inwoners (2021).

## Galerij

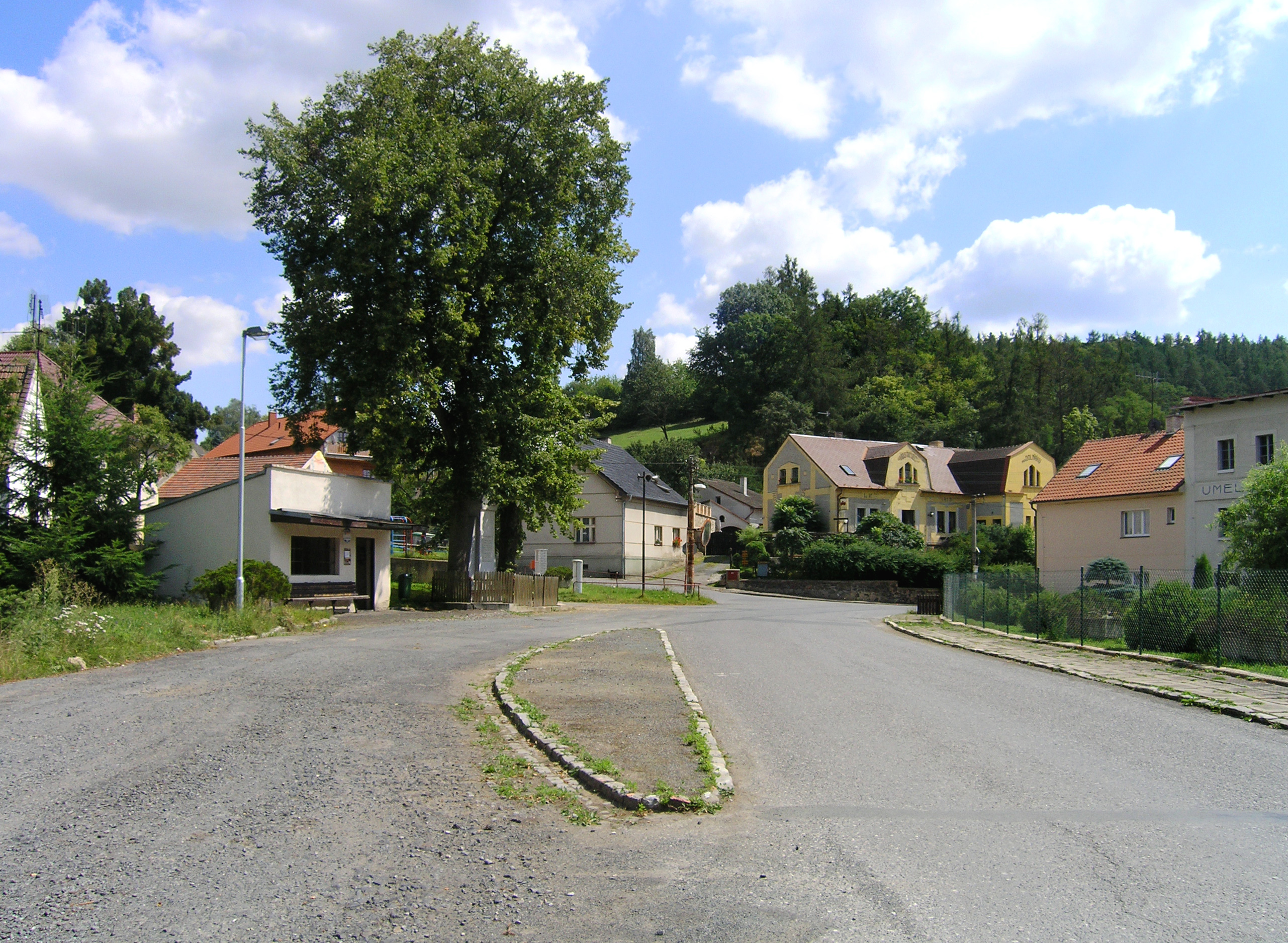
Straat in Dolní Bezděkov
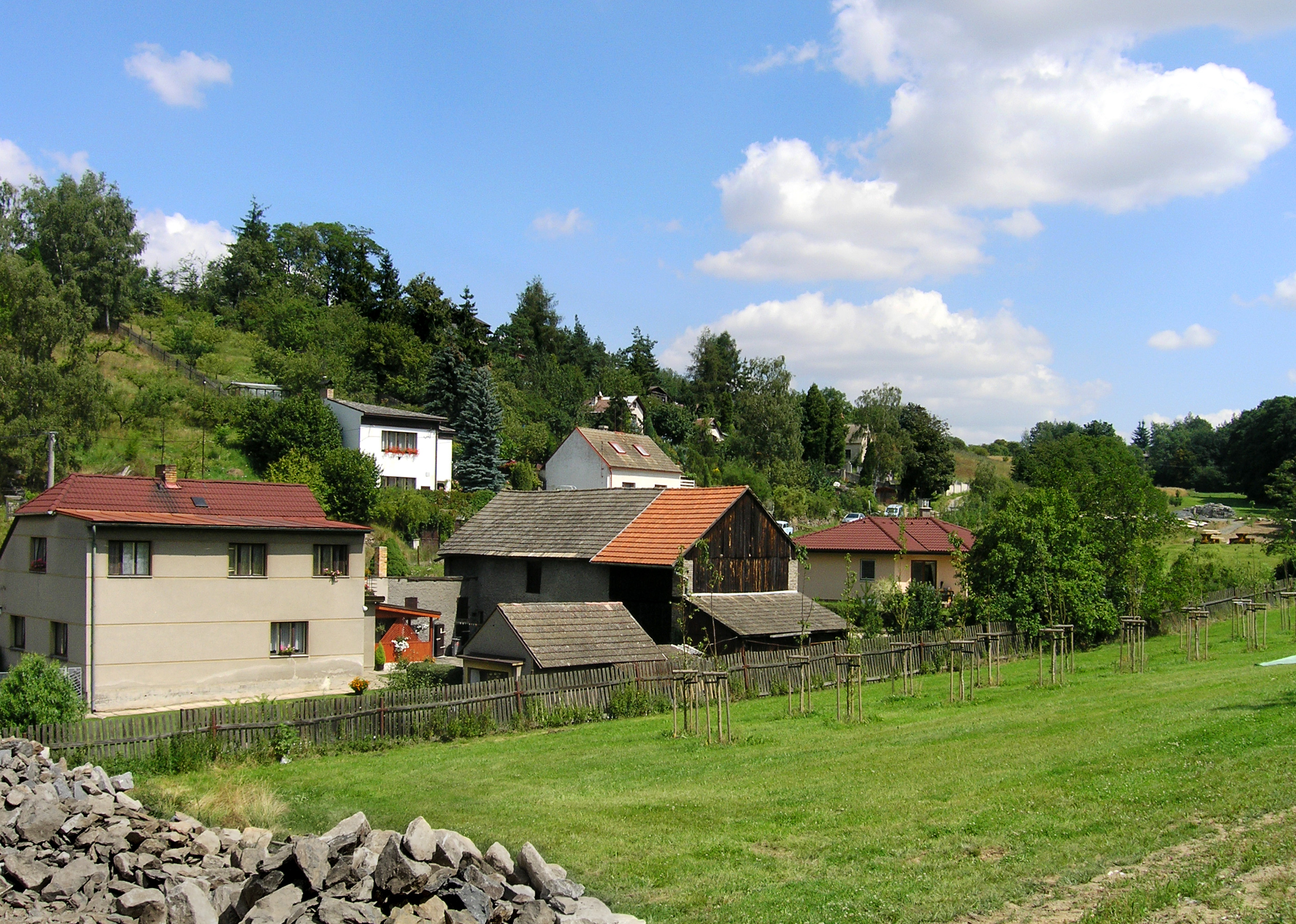
Huizen aan de oostkant van het dorp
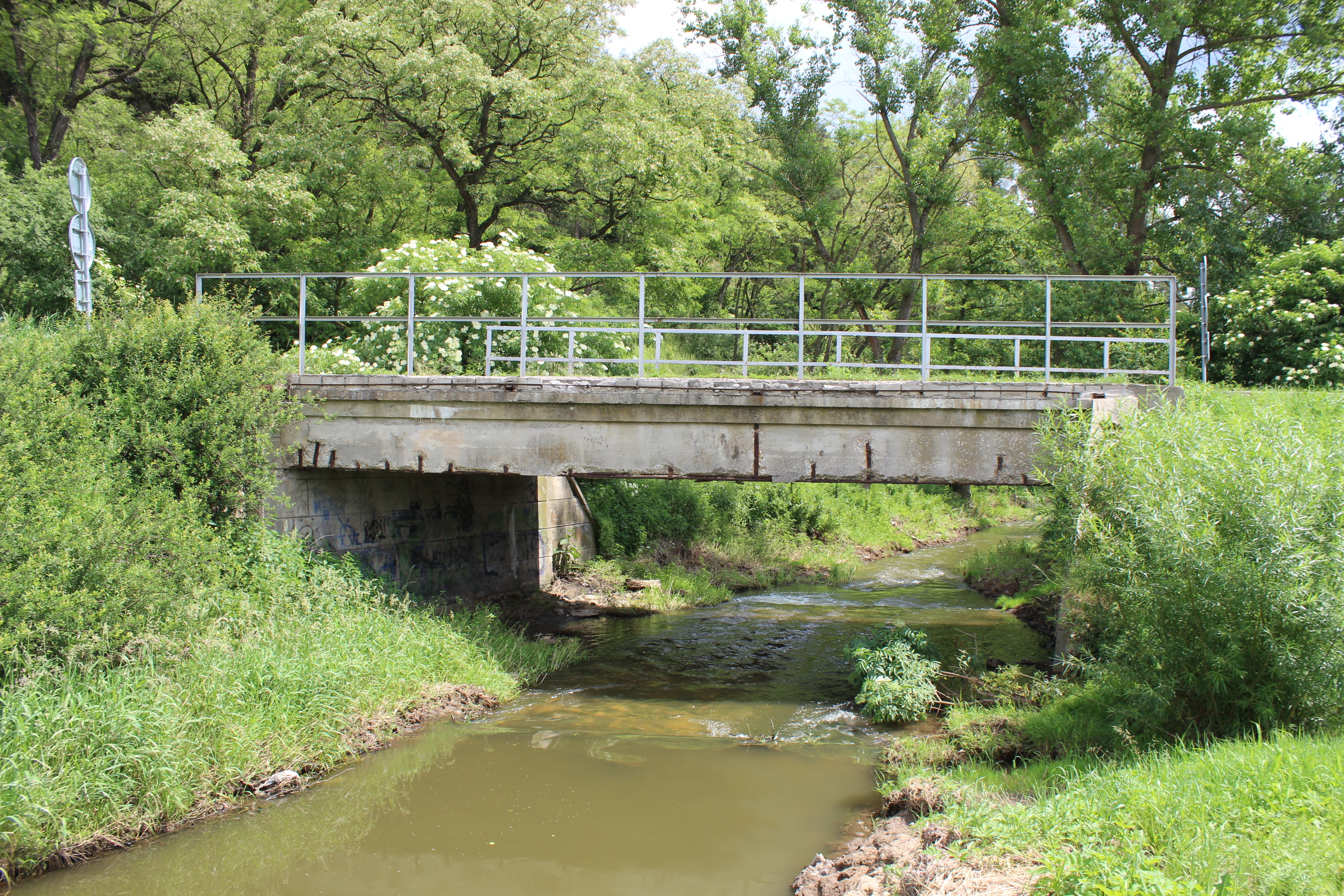
Brug over de Loděnicerivier (1)
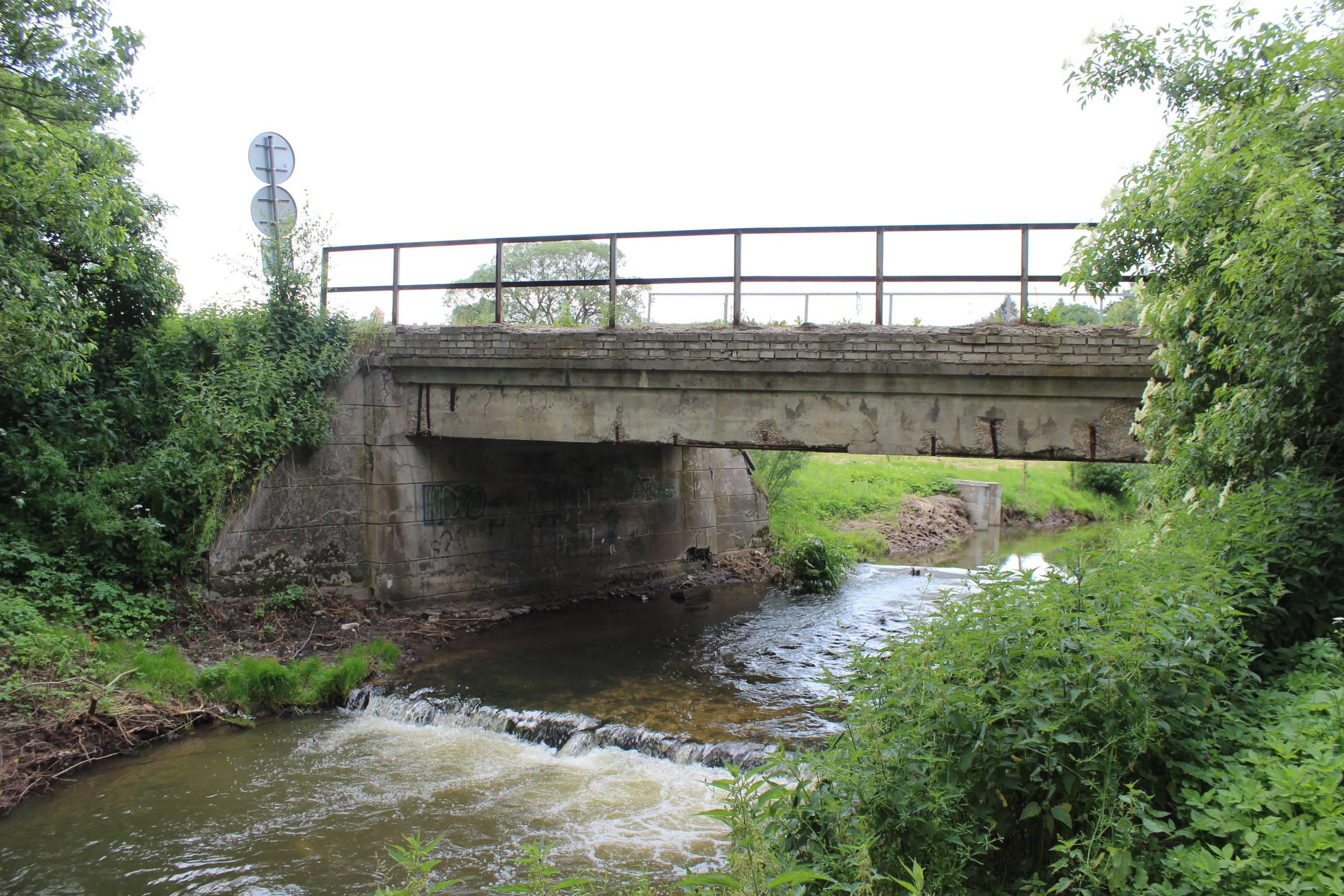
Brug over de Loděnicerivier (2)
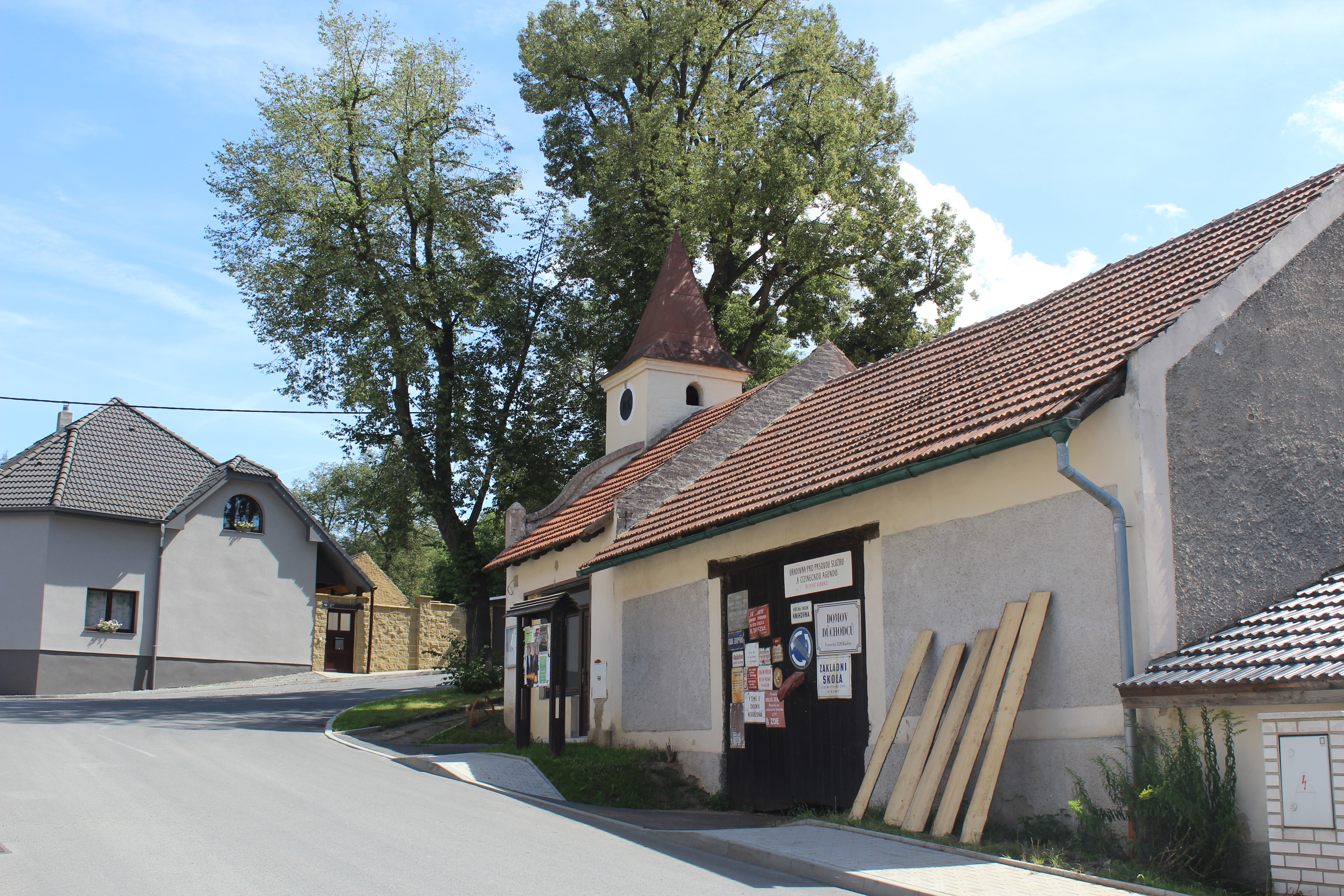
Klokkentoren
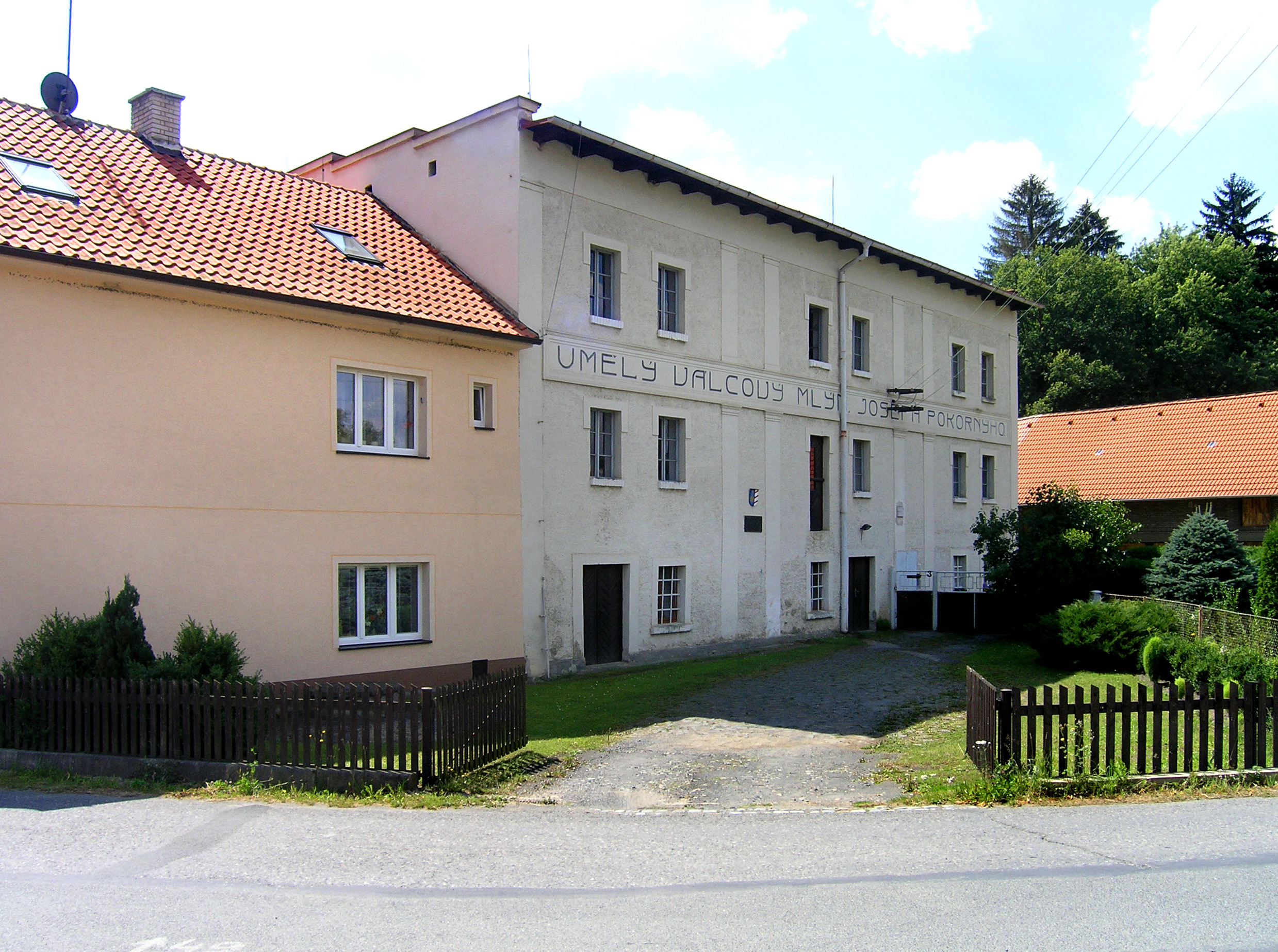
Molenhuis